# Drozdów (Żary)
Drozdów (deutsch Ziebern) ist ein Dorf in der polnischen Landgemeinde Żary im Landkreis Żary (Woiwodschaft Lebus).

## Geographie
Drozdów liegt östlich der Autostrada A18 (Teil der Europastraße 36), an der südlich des Ortes die Anschlussstelle Żary liegt. Aus der Grenzgemeinde Przewóz (Priebus) führt die Droga krajowa 27 an der Autobahn vorbei zur Kreisstadt Żary (Sorau).

## Geschichte
Aus historischer Sicht liegt das Dorf im Westen des niederschlesischen Fürstentums Sagan. Urkundlich belegbar ist diese Zugehörigkeit für das Jahr 1522, dienstpflichtig war das Dorf nach Priebus. Urkundliche Nachrichten über das Dorf sind wenig vorhanden, was auf das Fehlen eines Rittergutes zurückgeführt wurde.
Im frühen 19. Jahrhundert war das Dorf ein fürstliches Kammergut und nach Sagan dienstpflichtig. Neben Landwirtschaft wurde Weberei betrieben, die um 1900 infolge der Konkurrenz durch Fabrikweberei gänzlich eingestellt wurde.
Durch die Auflösung des Kreises Sagan kam Ziebern 1932 zum Kreis Rothenburg und war fortan dessen östlichstes Dorf. Zum 1. April 1938 wurde der südwestlich gelegene Nachbarort Raußen eingemeindet.
Nach dem Zweiten Weltkrieg lag das Dorf 1945 östlich der Oder-Neiße-Linie und kam somit an Polen. Unter dem Namen Drozdów kam das Dorf zum Powiat Żarski, dem polnischen Teil des vormaligen Sorauer Kreises.
Am 1. Juli 1952 kam Drozdów an die Gemeinde Olbrachtów, aus der 1973 die Landgemeinde Żary hervorging.

### Bevölkerungsentwicklung
| Jahr | Einwohner |
| ---- | --------- |
| 1910 | 165       |
| 1933 | 237       |
| 1939 | 250       |

Um das Jahr 1800 wirtschafteten in Ziebern elf Bauern, vier Gärtner und vier Häusler.
1910 lebten im Dorf 165 Einwohner, im kleineren Raußen waren es 41. Die Zahlen stiegen bis in die dreißiger Jahre leicht an, so dass um 1933/1934 Ziebern 185 Einwohner und beide Orte zusammen etwa 240 Einwohner hatten. Im Juni 1939 lag die Zahl dann bei 250.

### Ortsname
Der deutsche Name taucht in Urkunden unter anderem als Zubern, Ziborno und Ziehborn auf. Als Erklärung kommen vielleicht günstige Wasserverhältnisse in Frage.